# Духовные концерты

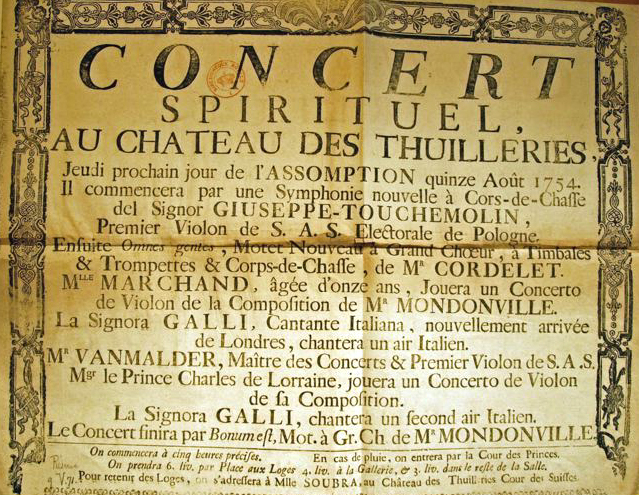
Афиша духовного концерта 15 августа 1754 года

Духовные концерты (фр. concerts spirituels) — публичные концерты, проводившиеся в парижском дворце Тюильри с 1725 по 1790 год. Стали первой общедоступной альтернативой представлениям, устраивавшимся Парижской оперой, причём проводились исключительно в дни церковных праздников, когда была закрыта сама Опера. Основанные Анном Даниканом Филидором, впоследствии многократно меняли руководителей и прекратили своё существование в годы Французской революции. Духовные концерты привлекали как дебютантов, так и европейских знаменитостей; изначально на них исполнялась преимущественно духовная музыка (откуда название), но затем репертуар значительно расширился и стал по большей части светским. Начиная с конца XVIII века по образцу парижских создавались аналогичные концерты в ряде городов Европы.

## История

### 1725—1727
В XVIII веке монополия на проведение публичных концертов и театральных представлений принадлежала Королевской академии музыки (то есть Парижской опере). Помимо «официальных» представлений музыкальные мероприятия регулярно устраивались при дворе или в домах аристократов, но широкая публика доступа к ним не имела. Лишь в 1725 году гобоист и композитор Анн Даникан Филидор, сводный брат знаменитого композитора и шахматиста Франсуа-Андре Филидора, добился королевской привилегии на проведение регулярных концертов для широкой публики. Тем не менее Филидору пришлось столкнуться с рядом препятствий и ограничений. Во-первых, устраивать концерты можно было лишь тогда, когда была закрыта сама Опера, — во время религиозных праздников, в период Великого поста и т. п. Во-вторых, ему надлежало ежегодно, на протяжении трёх лет (срок действия привилегии) выплачивать Академии крупную сумму), что, однако, давало ему право задействовать в своих концертах музыкантов Оперы. Таким образом возникла первая устойчивая концертная ассоциация с постоянным хоровым и оркестровым составом (не считая приглашённых виртуозов), что обеспечивало высокое качество исполнения.

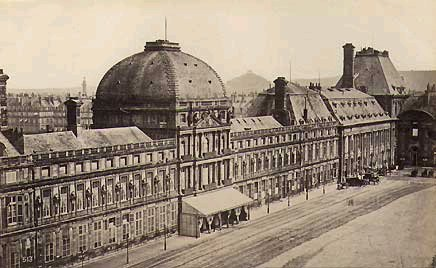
Центральный павильон дворца Тюильри, в котором проходили духовные концерты

Первоначально на концертах должна была исполняться исключительно религиозная и инструментальная музыка, отчего они стали называться «духовные». Однако вскоре концерты приобрели совершенно светский характер и заняли важное место в культурной жизни Парижа. Местом их проведения был так называемый Швейцарский зал (Salle des Cent Suisses, «зал ста швейцарских гвардейцев») во дворце Тюильри; место стоило от 2 до 4 ливров.
Первый из серии духовных концертов состоялся 18 марта 1725 года (всего в том году прошло 13 концертов). На нём были исполнены два мотета Делаланда и другие произведения этого композитора, а также «Рождественский концерт» Корелли.

### 1728—1790
В 1727 году Филидор ушёл с поста руководителя духовных концертов. Его сменили Пьер Симар и Жан-Жозеф Муре, осуществлявшие руководство с 1728 по 1733 год. Впоследствии организацией концертов занимались: Королевская академия музыки (1734—1748; музыкальное руководство осуществлял Жан-Фери Ребель), Панкрас Руайе и Габриэль Капран (1748—1762), Антуан Довернь, Габриэль Капран и Николя-Андре Жоливо (1762—1771), Антуан Довернь и Пьер Монтан Бертон (1771—1773), Пьер Гавинье, Симон Ле Дюк и Франсуа-Жозеф Госсек (1773—1777), Жозеф Легро (1777—1790).
Вплоть до 1784 года концерты проходили в Швейцарском зале. На последнем состоявшемся там концерте, 13 апреля 1784 года, была исполнена «Прощальная симфония» Гайдна, после чего духовные концерты переместились в другой зал дворца Тюильри — Зал машин (salle des Machines). Наконец в декабре 1789 года королевская семья вселилась в дворец, и с тех пор концерты проводились в разных других местах. Их количество обычно не превышало 24 в год.

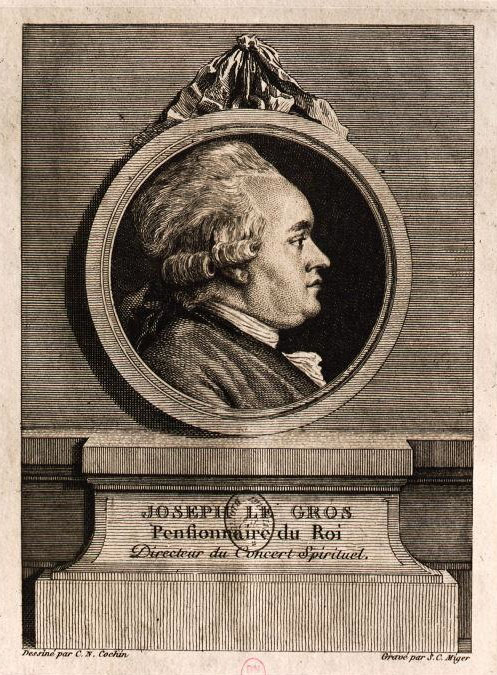
Жозеф Легро, последний директор духовных концертов

Духовные концерты предоставляли широкие возможности дебютантам; для многих музыкантов, в том числе ряда оперных певцов, с выступления в Тюильри начинался путь к славе. Особое место отводилось скрипке и виолончели: так, в 1728 году в рамках духовных концертов состоялся парижский дебют обучавшегося в Италии виртуоза Жана-Мари Леклера. Вместе с тем духовные концерты привлекали и уже состоявшихся исполнителей; многие знаменитости включали их в программу своих европейских турне. В числе прочих в Тюильри выступали Фаринелли, Кафарелли, Тоди, Мара, Данци, Агуяри, Берто, Виотти, Крейцер и др. Что касается постоянного состава, то, к примеру, в 1762 году оркестр насчитывал 40 участников, а хор — 53.
Если изначально значительную часть репертуара составляли произведения Делаланда, то впоследствии он существенно расширился за счёт разнообразной вокальной и инструментальной музыки, как французской, так и зарубежной. Кроме того, с 1728 по 1733 год устраивались специальные «французские» концерты, в которых исполнялись светские произведения на франкоязычные тексты (с 1786 года они вошли в основную концертную программу). С конца 1730-х до начала 1760-х годов в духовных концертах преобладала музыка Мондонвиля; с 1777 года — симфонии Гайдна. В 1778 году двадцатидвухлетний Моцарт по просьбе Жозефа Легро специально для духовных концертов написал симфонию (симфония № 31, также известная как «Парижская»). Он остался крайне недоволен игрой оркестра на репетиции, однако премьера прошла с большим успехом.
За всё время существования духовных концертов они проходили около 1300 раз. Последний состоялся 13 мая 1790 года; затем, в годы Великой французской революции, традиция духовных концертов прервалась.

### XIX—XX века
Ещё в конце XVIII века в Вене, Лондоне, Лейпциге, Стокгольме и других европейских городах стали возникать «духовные концерты» по образцу парижских. Отдельные концерты проводились и в самом Париже, в том числе и в революционный период, однако они не были непосредственным продолжением предыдущих. Попытка возобновить традицию на более постоянной основе была предпринята в 1805 году; ряд концертов, преимущественно духовной музыки, прошёл на разных сценах Парижа. В каком-то смысле преемниками духовных концертов стали мероприятия Концертного общества Парижской консерватории, основанного в 1828 году Франсуа-Антуаном Абенеком. Кроме того, название «Concert Spirituel» («Духовный концерт») получил созданный в 1987 году французским певцом, клавесинистом и дирижёром Эрве Нике барочный оркестр, специализирующийся на исполнении музыки французского барокко.

## Комментарии
1. ↑  Конкретная величина сильно разнится в разных источниках: 1000[3], 6000[7] и 10 000[6] ливров в год.